# Мессер, Пётр Фомич
Пётр Фомич Мессер (1795 — 28 февраля 1864, Российская империя) — русский вице-адмирал, Георгиевский кавалер.

## Биография
Родился в 1795 году. Сын адмирала Ф. Ф. Мессера (Thomas Messer), англичанина на русской службе .
21 мая 1812 года зачислен мичманом в Черноморский флот. В 1812 году на корабле «Победа» крейсировал в Чёрном море. 30 марта 1816 года произведен в лейтенанты. В кампанию 1816 года на транспорте «Дунай» плавал по черноморским портам и на фрегате «Минерва» перешел из Севастополя в Константинополь и по окончании кампании командировал в Черниговскую губернию за рекрутами. В 1820 году командовал люгером «Стрела». 6 декабря 1827 года произведен в капитан-лейтенанты. В том же году награжден орденом Св. Владимира IV степени.
На корабле «Император Франц» в должности флаг-офицера при вице-адмирале Ф. Ф. Мессере участвовал во взятии Анапы и Варны и за отличие награжден золотой саблей с надписью «За храбрость». Затем командовал бригом «Пегас». На корабле «Императрица Мария» крейсировал в 1829 году у Босфора и участвовал во взятии Инады и Мидии.
На корабле «Чесма» участвовал в Босфорской экспедиции и за отличие награжден орденом Св. Станислава III степени и турецкой золотой медалью.
В 1834 году назначен командиром корвета «Сизополь».
28 марта 1836 года произведен в капитаны 2-го ранга. В том же году за отличие при высадке войск на абхазский берег награжден орденом Св. Анны II степени. С 1839 года — капитан 1-го ранга, командовал кораблем «Память Евстафия».
Впоследствии был командиром Петропавловского порта на Камчатке.
6 февраля 1848 года произведен в контр-адмиралы с назначением состоять при 4-й флотской дивизии. В 1848-1849 годах командовал судами Дунайской флотилии. 6 декабря 1849 года назначен командиром 3-й бригады 4-й флотской дивизии. В том же году награжден орденом Св. Владимира III степени. 1 июня 1853 года назначен командиром Дунайских портом и флотилии.
В войну с Турцией 1853—1854 гг. армия князя Горчакова должна была занять придунайские княжества, охранять их и наблюдать за всем течением среднего и нижнего Дуная. Для этого к ней была придана Дунайская флотилия под началом контр-адмирала Мессера, состоявшая из двух отрядов: в 11 и 16 канонерских лодок . Кроме того, к флотилии были приданы пароходы «Прут», «Ординарец», «Инкерман» и шхуна «Ингул». На пароходе «Метеор» участвовал в сражении с турецкой флотилией под Исакчей и за отличие был награжден орденом Св. Станислава I степени. 31 декабря 1853 года «в воздаяние отлично усердной службы и отличия оказанного во время прохождения 11 октября 1853 г., отдела флотилии, мимо укрепления Исакчи» награжден орденом Св. Анны I степени.
Вице адмирал с 30 августа 1855 года. 30 июля 1856 года назначен командиром Севастопольского порта. 7 марта 1860 года отчислен от занимаемых должностей с зачислением по резервному флоту. 21 мая (2 июня) 1862 года «в воздаяние 50-тилетней службы в офицерских чинах» пожалован табакеркой с портретом Его Величества.
Умер в 1864 году.

## Награды
- В звании капитан 1-го ранга был награждён орденом Святого Георгия 4 степени (№ 5983; 3 декабря 1839 года).[4]
- Также был награждён орденами Святой Анны 2-й и Владимира 3-й степеней.[1]